# Lane Motor Museum
Lane Motor Museum — автомобильный музей, расположенный в штате Теннесси в городе Нэшвилл. В музее есть большая коллекция классических автомобилей.

## История
Музей был основан в 2002 году энтузиастом Джеффом Лэйном. Изначально музей содержал 170 автомобилей, но сейчас содержит около 500.

## Коллекция
В музее есть около 500 автомобилей. Музей известен тем, что в нём есть самая большая коллекция чешских автомобилей вне Европы. В коллекцию музея входят автомобили, которые движутся с помощью пропеллера, трёхколёсные автомобили, микро-автомобили, двухколёсные автомобили, машины-амфибии (англ. amphibious cars), и военные автомобили. Некоторые автомобили являются репликами, сделанными самим музеем — например, в музее есть реплика микро-автомобиля Larmar-1948, самого узкого автомобиля в мире с шириной 71,1 сантиметр; в музее также есть реплика Carabe 1936 года выпуска, автомобиля, имевшего массу 90.7 кг, который должен был быть построен самостоятельно. Основыми микро-автомобилями в музее являются автомобили производства французской компании ACOMA. В музее также есть библиотека с книгами, содержащими информацию об истории автомобилестроения.